# ناتانیل ویت (مخترع)
ناتانیل ویت (انگلیسی: Nathaniel Wyeth؛ زاده ۲۴ اکتبر ۱۹۱۱ درگذشته ۶ ژوئیهٔ ۱۹۹۰) یک اهل ایالات متحده آمریکا بود. 